# Yishai Sarid
Yishai Sarid (hebreu: ישי שריד)  (Tel-Aviv, 1965) és un escriptor i advocat israelià. Part de la seva obra literària ha estat traduïda al català.

## Biografia
Va néixer i es va criar a Tel-Aviv, Israel. És fill del polític i periodista Yossi Sarid. Entre 1974 i 1977 va viure amb la seva família a la ciutat de Kiryat Shmona, prop de la frontera nord amb el Líban. Sarid va ser reclutat a l'exèrcit israelià el 1983 i va servir durant 5 anys, finalitzant l'escola d'oficials de les FDI i servint com a oficial d'intel·ligència. Va estudiar Dret a la Universitat Hebrea de Jerusalem i té un màster en Administració Pública (MPA) de la Kennedy School of Government de la Universitat Harvard (1999).
Entre 1994–1997 va treballar per al govern com a fiscal adjunt de districte a Tel-Aviv, processant casos penals. Actualment és advocat i àrbitre, exercint principalment el dret civil i administratiu. El seu despatx d'advocats es troba a Tel-Aviv.
Sarid està casat amb la doctora Racheli Sion-Sarid, pediatra d'atenció crítica, amb la qual té tres fills.

## Carrera literària
Sarid escriu habitualment històries amb elements de novel·la negra que s'ambienten en la societat israeliana contemporània, sovint amb personatges i situacions en què es posen en evidència diversos vessants del conflicte arabo-israelià existent entre Israel i Palestina.
El seu segon llibre Limassol (reeditat en català també amb el títol El poeta de Gaza) es va convertir en un best-seller internacional. El quart llibre, The Third, va guanyar el premi literari Bernstein. El cinquè, El monstre de la memòria, es va incloure a la llista del The New York Times dels 100 llibres notables de l'any 2020.
L'any 2023 Sarid va guanyar el Premi Levi Eshkol per a escriptors hebreus i va anunciar que el donaria al Fòrum de Famílies del Cercle de Pares d'Israel i Palestina. També el 2023 el seu llibre Vulnerabilitats va guanyar el Premi Brenner de literatura hebrea.
Sarid és col·laborador habitual del diari progressista Haaretz.

## Obres publicades
- La investigació del capità Erez (Yedioth Ahronoth, 2000). Una soldat acusa un oficial de violar-la i un jove advocat és cridat per investigar el cas. El llibre també es va publicar a França.
- Limassol (Am Oved, 2009). Explica la història d'un agent dels serveis secrets que s'implica en un complot amb un poeta palestí malalt de Gaza, el seu fill terrorista exiliat i una activista per la pau israeliana. S'ha traduït a nombrosos idiomes, va guanyar el Gran Premi de Literatura Policíaca de França (2011)[4] i va ser finalista al premi IMPAC irlandès.[3]
- La llar d'infants de Naomi (Am Oved, 2013). Una història d'un any crucial en la vida d'una ajudant d'educació infantil de Tel-Aviv. Va ser finalista per al Premi Literari Sapir a Israel i també es va publicar en alemany.
- El tercer (Am Oved, 2015). La història té lloc al Tercer Temple construït a Jerusalem, després que l'estat d'Israel fos substituït pel regne religiós de Judea. Es va convertir en un best-seller a Israel, on ha estat un tema de discussió pública important a causa de la seva rellevància per als problemes culturals, polítics i religiosos que dominen la societat israeliana.[5] Va guanyar el premi literari Bernstein. S'ha publicat en traducció en francès i italià.
- El monstre de la memòria (Am Oved, 2017). Un informe escrit per un jove historiador al president de la Yad Vashem (autoritat nacional d'Israel commemorativa de Holocaust) sobre com la seva vida ha quedat atrapada en la memòria a causa del seu treball com a guia dels camps d'extermini nazis a Polònia. Va ser inclòs a la llista de The New York Times de 100 llibres notables del 2020[6][7] i traduït a nombrosos idiomes. La novel·la va ser adaptada a un monodrama per l'actor Ben Yosepovitch i presentada pel teatre nacional d'Israel Habima.
- Victoriosa (Am Oved, 2020). Una veterana psicòloga militar especialitzada en l'entrenament mental dels soldats de combat assessora el cap de l'estat major de l'exèrcit israelià sobre com guanyar la propera guerra. Quan el seu fill és reclutat per combatre emergeix un conflicte de lleialtats.
- Vulnerabilitats (Am Oved, 2023). Una història de la majoria d'edat d'un jove pirata especialista en telèfons intel·ligents, que treballa per a una empresa informàtica israeliana. El llibre va guanyar el premi Brenner.

## Edicions en llengua catalana
Llista d'obres de Yishai Sarid traduïdes al català:
- Limassol. Traducció: Roser Lluch.  Barcelona: Club Editor, 2012, p. 188. ISBN 978-84-7329-169-9.
- El monstre de la memòria. Traducció: Roser Lluch.  Barcelona: Club Editor, 2020, p. 192. ISBN 978-84-7329-251-1.
- Victoriosa. Traducció: Roser Lluch.  Barcelona: Club Editor, 2023, p. 256. ISBN 978-84-7329-371-6.
- El poeta de Gaza. Traducció: Roser Lluch. Reedició de Limassol.  Barcelona: Club Editor, 2024, p. 220. ISBN 978-84-7329-427-0.